# Veleposlanstvo Grčke u Londonu
Veleposlanstvo Grčke u Londonu predstavlja diplomatsko predstavništvo Helenske Republike u Ujedinjenom Kraljevstvu.
Grčka je svoje veleposlanstvo u londonskoj četvrti Mayfair otvorila 1828. godine, ubrzo nakon stjecanja neovisnosti od Otomanskog Carstva. Nakon gotovo 150 godina, Grci svoje veleposlanstvo 1975. sele na današnju adresu dok je zgrada u Mayfairu postala rezidencija grčkog veleposlanika. Zemlja ondje ima i turistički ured.
Godine 1999., kurdski prosvjednici su privremeno okupirali prilaz veleposlanstvu u znak prosvjeda zbog grčke uloge u zarobljavanju Abdullaha Öcalana, lidera Kurdske radničke partije. Naime, grčka obavještajna služba Ethniki Ypiresia Pliroforion (EYP) je provela rizičnu operaciju kojom je Öcalana odlučila prevesti iz Grčke u grčko veleposlanstvo u Keniji gdje bi se privremeno skrivao. U konačnici, sve je završilo debaklom, tj. uhićenjem kurdskog vođe u zračnoj luci Nairobi i njegovim prebacivanjem turskim pravosudnim vlastima. S druge strane, Grčka je stvorila napete odnose s Turskom i SAD-om te pokazala neučinkovitost nacionalne obavještajne službe.
Trenutačni grčki veleposlanik u Ujedinjenom Kraljevstvu je Konstantinos Bikas.

## Vanjske poveznice
- Službena web stranica veleposlanstva